# Trichardis
Trichardis is een vliegengeslacht uit de familie van de roofvliegen (Asilidae).

## Soorten
- T. afanasievae Lehr, 1964
- T. apicalis Oldroyd, 1974
- T. cinctella Séguy, 1934
- T. cribrata (Loew, 1858)
- T. grisescens Engel, 1924
- T. katangaensis Oldroyd, 1970
- T. leucocomus (Wulp, 1899)
- T. lucifer Oldroyd, 1974
- T. mongolica Richter, 1972
- T. nigrescens (Ricardo, 1903)
- T. picta Hermann, 1906
- T. pohli Geller-Grimm, 2002
- T. rueppelii (Wiedemann, 1828)
- T. terminalis Oldroyd, 1974
- T. testacea (Macquart, 1838)
- T. turneri Oldroyd, 1974